# Блау-Вит (гандбольный клуб)
«Блау-Вит» (нидерл. Blauw-Wit) — ныне несуществующий нидерландский гандбольный клуб из деревни Нербек. Основан 23 апреля 1957 года. Домашние матчи команда проводила в городе Бек в спортивном комплексе «Де Хамен». Клуб трижды становился чемпионом Нидерландов и дважды выигрывал кубок страны.
В 1998 году объединился с командой «Сезар», в результате чего появился клуб БФК.

## Достижения
- Чемпион Нидерландов[нидерл.] (3): 1979/80, 1980/81, 1987/88[1]
- Обладатель Кубка Нидерландов[нидерл.] (2): 1985/86, 1992/93
- Обладатель Суперкубка Нидерландов[нидерл.]: 1993
- Победитель Первого дивизиона Нидерландов: 1976/77
- Победитель Второго дивизиона Нидерландов: 1972/73

## Статистика выступлений

### В европейских кубках
| Сезон   | Соревнование             | Раунд       | Клуб              | Первый матч | Второй матч | Общий счёт |
| ------- | ------------------------ | ----------- | ----------------- | ----------- | ----------- | ---------- |
| 1979/80 | Кубок обладателей Кубков | 1 раунд     | Дюделанж          | 17:25       | 22:17       | 47:34      |
| 1979/80 | Кубок обладателей Кубков | 1/8 финала  | Берн              | 19:20       | 21:20       | 39:41      |
| 1980/81 | Кубок чемпионов          | 1 раунд     | Гуммерсбах        | 25:13       | 16:17       | 42:19      |
| 1981/82 | Кубок чемпионов          | 1 раунд     | Спортинг Нерпелт  | 19:21       | 15:14       | 33:36      |
| 1982/83 | Кубок ЕГФ                | 1 раунд     | Спортинг Лиссабон | отменён     | отменён     | отменён    |
| 1982/83 | Кубок ЕГФ                | 1/8 финала  | ЗИИ Запорожье     | 36:8        | 21:24       | 60:29      |
| 1986/87 | Кубок обладателей Кубков | 1 раунд     | Кюндиль Торсхавн  | 15:18       | 19:20       | 34:38      |
| 1986/87 | Кубок обладателей Кубков | 1/8 финала  | Лейпциг           | 16:25       | 19:10       | 26:44      |
| 1988/89 | Кубок чемпионов          | 1 раунд     | Дьёр              | 26:12       | 23:26       | 52:35      |
| 1989/90 | Кубок ЕГФ                | 1 раунд     | Киль              | 33:15       | 18:32       | 65:33      |
| 1993/94 | Кубок обладателей Кубков | 1/16 финала | Фратернелле Эш    | 21:16       | 21:24       | 21:24      |
| 1993/94 | Кубок обладателей Кубков | 1/8 финала  | Иври              | 14:34       | 20:12       | 26:54      |
| 1995/96 | Кубок вызова             | 1/16 финала | Кадагва Гальдар   | 15:29       | 25:20       | 54:35      |